# 北爱尔兰议定书
北爱尔兰议定书（英語：Northern Ireland Protocol）是英國脫歐協議的一項附屬協議安排，旨在解決英國脫歐後與歐洲聯盟之间在爱尔兰岛特殊關稅及人口流動狀況，以及北爱尔兰與大不列顛島的貨物貿易及檢測等問題。此议定书各项条款于2019年开始谈判，并于2020年12月达成一致。
自贝尔法斯特协议结束冲突之后，愛爾蘭島一直处于特殊地位 - 作为北爱尔兰和平进程的一部分，英愛邊界基本没有明显的标志物，没有任何物理屏障或交界处的检查站；这种情况的出现正是因为两国都是欧盟单一市场和关税同盟以及其共同旅游区的共同成员。
自英國退出歐盟以來，愛爾蘭成為英國和歐盟之間唯一的陸地邊界。歐盟單一市場和英國內部市場法規要求在其外部邊界進行某些海關檢查和貿易控制。北愛爾蘭議定書旨在保護歐盟單一市場，同時避免實施可能引發衝突復發和破壞相對和平的“硬邊界”。
根據該議定書，北愛爾蘭正式不屬於歐盟單一市場，但仍適用歐盟自由貨運規則和海關聯盟規則；這確保北愛爾蘭和島上其他地區之間沒有任何海關檢查或控制。從北愛爾蘭運往大不列顛可以無限制運輸，但反之則不行。因此，議定書建立了一個在愛爾蘭海中的「事實上的」海關邊界，把北愛爾蘭和大不列顛隔開，但是这条边界的出现却使爱尔兰的亲英主义者倍感焦虑。
根據第18條款，北愛爾蘭議會有權（在2024年12月31日之後）決定是否終止或繼續議定書的安排。「退出協議並沒有說明北愛爾蘭應該如何表達同意（繼續） - 這是由英國決定如何作出決定。」但英國政府已經宣布這個決定將由議會成員的簡單多數作出。如果未獲得同意，安排將在兩年後停止適用。聯合委員會將向英國和歐盟提出替代方案，以避免在愛爾蘭島上出現硬邊界。如果獲得同意，則四年後可能再次提出問題。在2022年的北愛爾蘭議會選舉中，支持繼續議定書的政黨贏得了90個席位中的53個席位。
2022年6月13日，英国外交大臣卓慧思向议会提交议案，提議单方面修改北爱尔兰议定书部分内容，此举招致欧盟反对。7月22日，英国议会下院决定修改北爱尔兰议定书部分规则内容，當天欧盟委员会对英国启动了4项司法诉讼程序。

## 歷史背景
(...)
(...)
希望進一步發展兩國民眾之間的獨特關係，作為友好鄰國和歐盟夥伴國之間的緊密合作；

(...)
(...)
重申他們對合作、平等和相互尊重原則的承諾，以及在各自司法管轄區內保護公民、政治、社會、經濟和文化權利的承諾；

1921年，愛爾蘭島的西部和南部五分之四脫離英國大不列顛和愛爾蘭聯合王國（注意，當時不是大不列顛和北愛爾蘭聯合王國），成立了愛爾蘭自由邦（1937年更名為“愛爾蘭”，1948年被稱為愛爾蘭共和國）。而東北部的五分之一則更名為北愛爾蘭，繼續保留英國領土，英國本土也因此更名為大不列顛和北愛爾蘭聯合王國。這個省份（北愛爾蘭常被稱為這個）一直存在宗派緊張局勢，並且在某些時期爆發過嚴重暴力事件，其中的聯合主義者希望留在英國，他們可以追溯到阿爾斯特殖民（Plantation of Ulster），而民族主義者則希望實現統一的愛爾蘭。最近的一個這樣的事件，稱為“北愛爾蘭衝突”，發生在20世紀60年代末至90年代末。其中的一個特徵是，愛爾蘭共和國和英國之間的邊界嚴重設防和軍事化。1998年，貝爾法斯特協議 / 聖誕協議結束了衝突，邊境得以去軍化。由於當時兩個國家都是歐洲聯盟的成員並實施共同旅遊區，因此沒有其他邊境基礎設施。

在2016年的脫歐公投中，近56%的北愛爾蘭選民選擇留在歐盟，儘管整個英國的選舉結果是52%選擇離開。隨後的一項研究表明，大多數聯合主義者支持離開（66%），而大多數民族主義者（88%）和那些不認為自己是聯合主義者或民族主義者的人（70%）支持留下。
在英國脫歐公投之後，第一屆梅內閣決定不僅要讓英國離開歐洲聯盟，還要退出歐盟關稅同盟和歐洲單一市場。這意味著英國和歐盟之間將出現海關和監管邊界。儘管預計英國和歐洲大陸之間的海上邊界會帶來可管理的挑戰，但英國/歐盟在愛爾蘭的邊界被認為有著更加棘手的問題。這些問題被總結為所謂的“脫歐三難題”，因為有三個相互競爭的目標：不讓愛爾蘭島上出現硬邊界；不在愛爾蘭海建立海關邊界；以及英國不參加歐盟單一市場和歐盟關稅同盟。三個目標不可能兼得。

## 談判

### 愛爾蘭後備安排
協議書取代了愛爾蘭後備安排，後者是旨在解決脫歐三難題的第一次嘗試但未獲通過。愛爾蘭後備安排（也正式稱為北愛爾蘭議定書）是由梅內閣和歐洲委員會在2017年12月起草的脫歐協議草案附錄，並在2018年11月定稿。此建議要求英國與歐盟作為整體擁有共同的海關領域，直到有其他方案避免在愛爾蘭北部邊界需要明顯的海關管制，並避免英國境內（北愛爾蘭和大不列顛島之間）出現任何海關管制。"後備安排"的含義是，除非英國和歐盟共同同意對愛爾蘭邊境採取不同的安排，否則這種安排可能無限期持續。
後備安排要求保持北愛爾蘭在歐洲單一市場某些方面的參與。
愛爾蘭政府、Sinn Féin、SDLP、Alliance Party和Green Party都支持了背書提案， 然而，DUP、UUP和TUV則反對。 到2019年初，英國國會已經三次投票否決了這個版本的退歐協議，也因此反對了背書提案。

#### 嘗試修改後備方案
2019年7月24日成為英國首相後，鮑里斯·約翰遜試圖取消後備方案，但被歐盟拒絕，因為他們想要一個具有法律效力的解決方案。 10月2日，約翰遜提出一個可能取代2018年愛爾蘭後備方案的替代方案，建議北愛爾蘭在產品標準上保持與歐盟一致，但仍留在英國海關領土。這將需要在大不列顛和北愛爾蘭之間進行產品檢查，但對於預計留在英國的貨物不需要進行海關檢查。對於北愛爾蘭和共和國之間的邊界，他的提案將涉及北愛爾蘭和共和國之間的海關檢查，這可能會得到從邊界遠程實施的未具體說明的技術協助，但不涉及愛爾蘭島內的產品和安全標準檢查。 然而，這一提議被歐盟拒絕。

### 協議原則達成
2019年10月10日，約翰遜和愛爾蘭總理李奧·瓦拉德卡舉行了“非常積極和非常有前途”的會談，這導致談判重啟，一周後，即2019年10月17日，約翰遜和讓-克洛德·容克宣布，他們已達成協議（待批准），新的退欧协议取代了愛爾蘭/北愛爾蘭邊界的後備方案，採用了新的愛爾蘭/北愛爾蘭協議。
協議原則已經達成，請參考「Brexit and the Irish border#2019 renegotiation: New protocol」條目。2019年10月10日，約翰遜和愛爾蘭總理利奧·瓦拉德卡爾進行了「非常積極和非常有前途的」會談，使談判得以重啟。一周後的10月17日，約翰遜和歐盟委員會主席讓-克洛德·容克宣布達成協議（需經議會批准），將「愛爾蘭後備方案」改為「關於愛爾蘭/北愛爾蘭的新協議」，取代了之前的版本。新協議中，整個英國將作為一個單一海關領土離開歐盟海關聯盟，包括北愛爾蘭在內的未來英國貿易協議。但北愛爾蘭將採用歐盟單一市場商品規定，因此仍是進入歐盟海關聯盟的入境口岸，以防止在愛爾蘭島上出現「硬邊界」。協議第2條中包括了一些人權和平等措施的保障，而歐盟反歧視措施也被列入附件1。
這項新協議有些人稱之為「北愛爾蘭的查克斯協議」，因為它與由前英國首相特蕾莎·梅提出的全英未來關係計劃「查克斯協議」非常相似，而這個計劃之前曾被歐盟拒絕，也被約翰遜譴責。
在2019年選舉活動期間，一份泄露的英國財政部分析解釋了協議的一些影響。這份未經日期標記的文件指出，北愛爾蘭將被切斷整個英國國內市場的大片範圍，將面臨商店短缺和價格上漲，並有效地與英國的經濟聯盟脫鉤。在新聞發布會上被問及這份報告時，總理約翰遜表示，“從英國到北愛爾蘭，以及從北愛爾蘭到英國的貨物將不會進行檢查”。。

### 起始立場
協議的規定將北愛爾蘭的安排確定了至少從2021年1月開始的前四年，而不是像後備方案(backstop)所預期的那樣成為一個備用方案。此後，協議的地位取決於北愛爾蘭對第5至第10條款繼續進行民主同意的情況。第18條規定，由英國政府決定如何確定這種同意：它已經宣布這將由北愛爾蘭議會成員的簡單多數決定。

### 英歐新協議
2023年2月27日，英国与欧盟就北爱尔兰贸易问题达成协议。北爱尔兰边境設立“绿色通道”（Green lane）及“红色通道”（Red lane）。 当可信贸易商将货物从英国本土运往北爱尔兰时，能使用“绿色通道”，获豁免检查和海关管制措施。当货物从英国本土运往爱尔兰及其他欧盟成员国时，须使用“红色通道”，货物将接受全面检查以及受海关管制措施影响。

## 規定

### 第1條：協議目標
協議的第1條確定，協議不損害1998年《貝爾法斯特協議》（或稱《聖誕協議》）有關北愛爾蘭的憲法地位和同意原則的規定。1998年的協議規定，北愛爾蘭是英國的一部分，除非北愛爾蘭的多數人在全民公投中同意，否則這種地位不會改變。

### 第2條：個人權利
協議的第2條規定，英國退出歐盟不應導致1998年《貝爾法斯特協議》中的權利、保障和平等機會減少。該條款還保護了附錄1中的特定歐盟反歧視措施。在此條款中，英國還同意促進北愛爾蘭人權委員會、北愛爾蘭平等委員會和該島兩個人權委員會的聯合委員會的工作。

### 第三條款: 共同旅遊區
第三條款承認英國和愛爾蘭繼續享有《共同旅遊區》的權利，即兩國間關於英愛公民在各自管轄區域內自由移動的雙邊協議。

### 第四及第五條款: 海關領土、海關管制和貨物運輸
第四條款確認北愛爾蘭是且仍然是英國海關領土的一部分。因此，北愛爾蘭是未來英國的任何貿易協議的一部分，協議允許與從大不列顛島運出的貨物享有相同的待遇。
第五條款處理關稅。來自北愛爾蘭和大不列顛島之間的貨物（無論哪個方向），除非這些貨物預期（或有風險）轉運到歐盟內，否則不會收取任何關稅。英國及歐盟將設立共同委員會以決定貨物是否有風險被轉運至愛爾蘭共和國銷售。若有該風險，則英國代表歐盟對貨物徵收歐盟關稅；但若最後貨物並沒有轉運至愛爾蘭，則北愛爾蘭公司可向英國政府申請稅收退還。
受該條款影響，愛爾蘭島內，北愛爾蘭和愛爾蘭共和國之間僅存在著法理上的海關邊界；而事實上的海關邊界，則存在於間隔大不列顛島及北愛爾蘭的愛爾蘭海上。

### 第6條：保護英國國內市場
第6條確認來自北愛爾蘭的貨物應享有對英國國內市場的無限制進入權。 "聯合委員會應密切審查此款應用情況，並應採取適當的建議，以避免在北愛爾蘭的港口和機場實施管制措施。"

### 第7條：技術規定，評估，註冊，證書，批准和授權
第7條規定，在除了獸醫證書或植物繁殖材料官方標籤之外，英國法律適用於在北愛爾蘭提供銷售的商品。

### 第8條：增值稅和消費稅
第8條指出，歐盟關於增值稅和消費稅的某些規定適用於北愛爾蘭，但由英國收集和保留。

### 第9條：單一電力市場
第9條管理在愛爾蘭島上運營的批發電力市場。

### 第10條：國家援助
第10條協議涉及國家援助，通常被稱為公平競爭條款（這在總體退歐協議的第93條中更普遍地涵蓋）。各種歐盟法律的規定適用於整個英國，包括對北愛爾蘭的農產品生產和貿易提供國家支持， "針對影響這個協議所涉及的北愛爾蘭和聯盟之間的貿易的措施"。

### 第11條：北南合作的其他領域
第11條指出，協議應實施和適用，以維持在各種領域繼續進行北南合作的必要條件。

### 第12條：實施、應用、監督和執行
第12條確認英國“負責在北愛爾蘭領土內實施和應用本議定書所適用的歐盟法律規定”，歐盟代表有權在執行時在場。本條要求雙方每月進行信息交流。
此外，本條規定歐洲法院（CJEU）對適用的歐盟法律（在第19條中列出的）具有解釋權。

### 第13條：共同規定
本條主要關注術語解釋。由於本議定書在許多領域涉及歐盟法律的應用，因此歐洲法院在處理不合規情況的程序方面發揮作用，並要求英國法院就歐盟法律及議定書相關部分提出預審問題。

### 第14條和第15條：專門委員會和聯合諮詢工作組
這些條款涵蓋成立的機構，以確保議定書的有效運作。

### 第16條：保障措施
第16條規定：“如果本議定書的應用導致可能持續存在的嚴重經濟、社會或環境困難，或者貿易轉移，歐盟或英國可以單方面採取適當的保障措施。此類保障措施的範圍和持續時間應限制在為解決情況所必需的範圍和時間內。優先考慮最不會干擾本議定書運作的措施。”

### 第17條：保護財務利益
本條規定雙方將共同打擊詐騙。

### 第18條款：北愛爾蘭的民主同意
該協議第18條規定了一個機制，根據該機制，北愛爾蘭議會的成員可以通過表決來宣示他們對協議的持續運作的同意或結束第5至第10條，並獲得表決者的簡單多數。第一次同意投票計劃於2024年12月舉行。如果成員們投票反對繼續這些安排，那麼英國和歐盟將有兩年的時間來協商新的安排，由聯合英國-歐盟委員會提出建議。如果議會以多數票支持第5至10條款的繼續運作，則這些條款將繼續運作四年，然後再次進行表決；如果議會支持跨社區投票基礎上的操作，則這些條款將繼續運作八年。

### 第19條款：附件
附件1至7是該協議的組成部分。附件1至5列出了早期條款中提到的歐盟法律。附件6和7列出了第10和第16條款中提到的程序。除其他事項外，該條款要求在北愛爾蘭上市的商品必須搭載CE標誌；它們還可以搭載UKCA標誌和/或UKNI標誌。

## 實施的政治反應

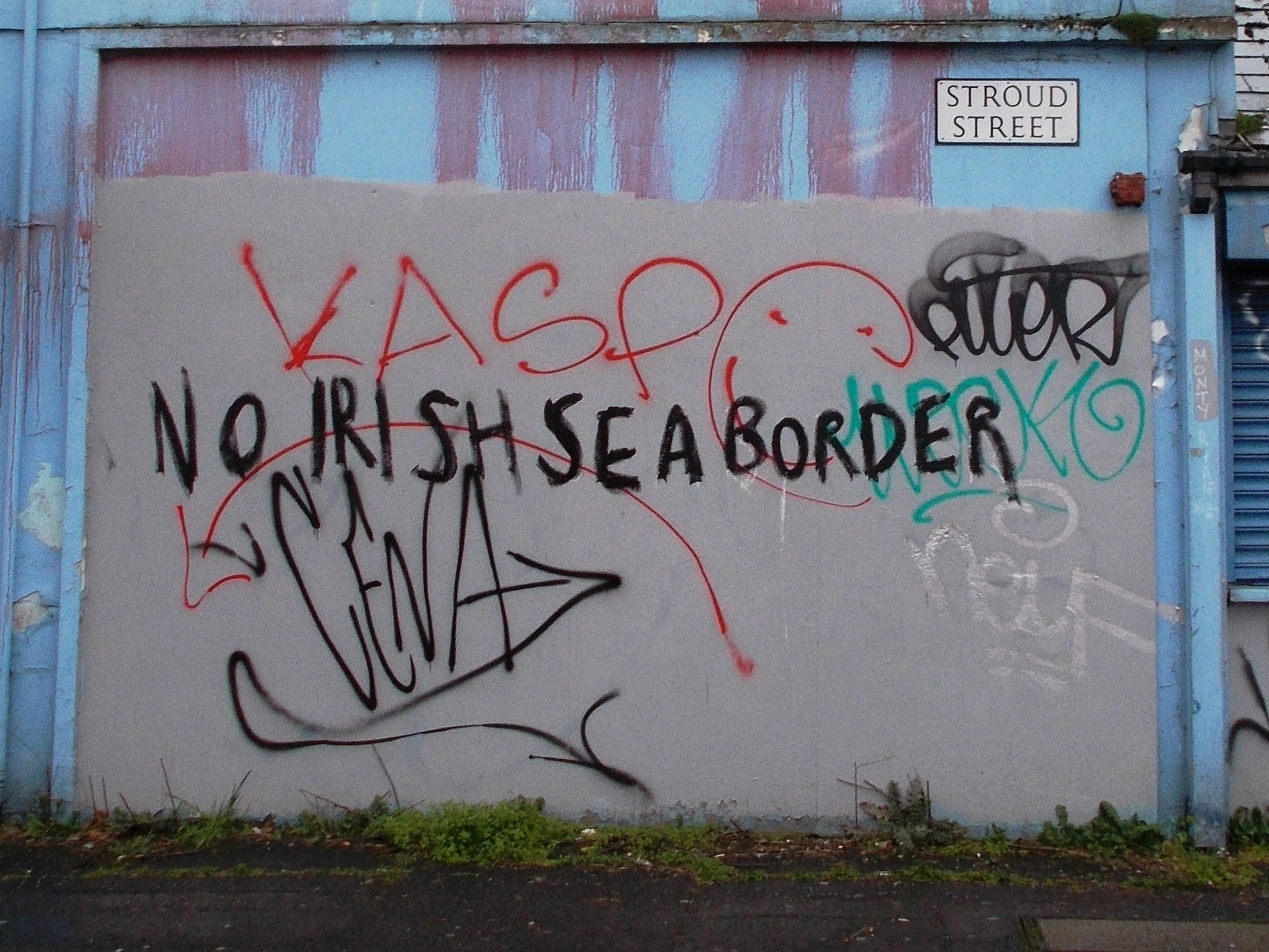
貝爾法斯特反對該協議的塗鴉（2021年2月）